# ユーチュラ
ユーチュラ（yutura）は、YouTubeとYouTuberについて扱っている日本のニュース・ランキングサイト。

## 歴史
2015年7月の開設当初はランキングのみ公開していたが、2018年よりYouTubeに関するニュース記事を配信し始めた。
2021年9月17日にモデルプレスに記事の提供を開始した。

## 特徴
個々のYouTubeチャンネルの統計情報などを扱っており、「チャンネル登録者ランキング」などのコンテンツがある。また、各チャンネルにおける一月の動画本数の推移も確認できる。集められたデータは読売テレビやTBSテレビなどのテレビ番組に提供されている場合がある。『サイゾーウーマン』によると、YouTubeを専門的に扱ったニュースサイトとしては国内最大規模とされる。